# La Vie des Peintres Flamands, Allemands et Hollandois
Le La Vie des Peintres Flamands, Allemands et Hollandois est un recueil de biographies d'artistes rédigé et publié par Jean-Baptiste Descamps en quatre volumes édités entre 1753 et 1764.
La plupart des biographies sont traduites en français des œuvres de référence antérieures telles que Schilder-boeck de Carel van Mander ou Le Grand Théâtre des peintres néerlandais d'Arnold Houbraken.
L'ouvrage est accompagné d'illustrations de Charles Eisen. Les portraits sont pour la plupart basés sur des gravures de Jan Meyssens pour le Het Gulden Cabinet de Cornelis de Bie ou de celles d'Arnold et Jacobus Houbraken tirées de leur ouvrage cité ci-dessus. Les œuvres qui apparaissent à côté des portraits dans les illustrations sont copiées de gravures de Jacob Campo Weyerman.

## Éditions
- 1753 : La Vie des Peintres Flamands, Allemands et Hollandois, avec des portraits gravés en Taille-douce, une indication de leurs principaux Ouvrages, & des réflexions sur leurs différentes manieres, M J.B. Descamps, Peintre, Membre l'Académie Royale des Sciences, Belles-Lettres, & Art de Rouen, & Professeur de l'Ecole du Dessein de la méme Ville, Tome Premier, A Paris, chez Charles-Antoine Jombert, Libraire du Roi pour l'Artillerie & le Génie, rue Dauphine, à l'Image de Notre-Dame, M D CC LIII, Avec Approbation et Privilege du Roi (lire en ligne)
- 1754: La Vie des Peintres Flamands, Allemands et Hollandois, avec des portraits gravés en Taille-douce, une indication de leurs principaux Ouvrages, & des réflexions sur leurs différentes manieres, M J.B. Descamps, Peintre, Membre l'Académie Royale des Sciences, Belles-Lettres, & Art de Rouen, & Professeur de l'Ecole du Dessein de la méme Ville, Tome Second, A Paris, chez Charles-Antoine Jombert, Libraire du Roi pour l'Artillerie & le Génie, rue Dauphine, à l'Image de Notre-Dame, M D CC LIV, Avec Approbation et Privilege du Roi (lire en ligne)
- 1760: La Vie des Peintres Flamands, Allemands et Hollandois, avec des portraits gravés en Taille-douce, une indication de leurs principaux Ouvrages, & des réflexions sur leurs différentes manieres, Par M J.B. Descamps, Peintre, Membre l'Académie Impériale Franciscienne, de celle des Sciences, Belle-Lettres, & Art de Rouen, & Professeur de l'Ecole du Dessein de la méme Ville, Tome Troisieme, A Paris, chez Desaint & Saillant, rue de S. Jean de Beauvais, Pissot, Quai de Conty, Durand, rue de Foin, M D C LX, Avec Approbation et Privilege du Roi (lire en ligne)
- 1764: La Vie des Peintres Flamands, Allemands et Hollandois, avec des portraits gravés en Taille-douce, une indication de leurs principaux Ouvrages, & des réflexions sur leurs différentes manieres, Par M J.B. Descamps, Peintre, Membre l'Académie Impériale Franciscienne, de celle des Sciences, Belles-Lettres, & Art de Rouen, & Professeur de l'Ecole du Dessein de la méme Ville, Tome Quatrieme, A Paris, chez Desaint & Saillant, rue de S. Jean de Beauvais, Pissot, Quai de Conty, Durand, le Neveu, rue S. Jacques, au coin de la rue du Platre, M D CC LXIV, Avec Approbation et Privilege du Roi (lire en ligne)

## Conservation
La Bibliothèque nationale de France conserve des planches originales de gravures d'Étienne Ficquet (1719-1794) et René Gaillard (1719?-1790) pour La Vie des Peintres Flamands, Allemands et Hollandois.